# Gananoque
Gananoque (ɡananɔkwe) est une ville de l'Ontario, au Canada. Elle comptait 5 194 habitants selon le recensement de 2011, outre des résidents d'été parfois appelés « insulaires », attirés par le Parc national des Mille-Îles, la plus importante attraction touristique de l'endroit. 
La rivière Gananoque traverse la ville. Le fleuve Saint-Laurent sert de limite sud de la ville.
La ville tire son nom d'un mot des Premières nations signifiant « ville sur deux rivières ». 

## Histoire

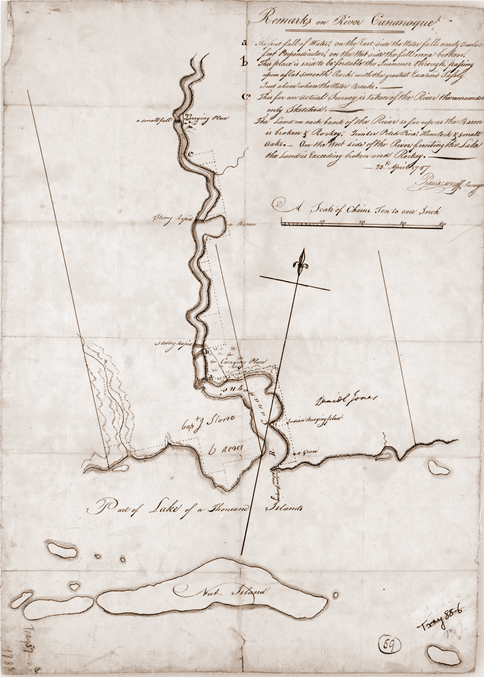
Relevé de Gananoque (1787

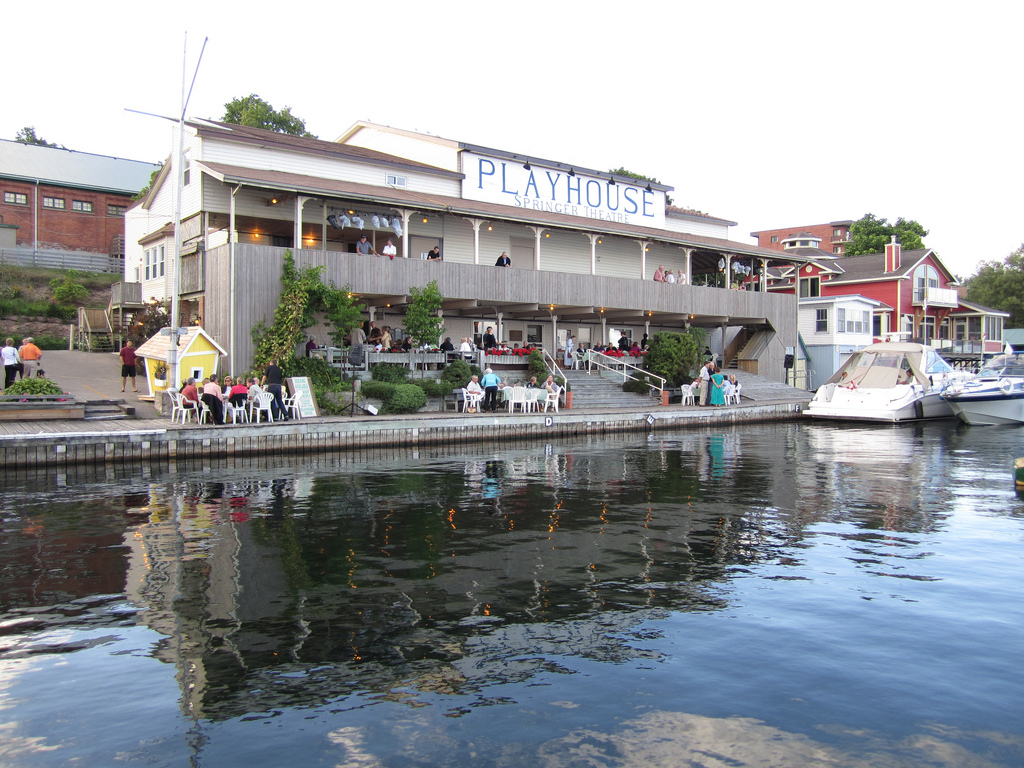
The Springer Theatre. Thousand Islands playhouse

Le colonel Joel Stone, qui a servi avec la  milice loyaliste pendant la Guerre d'Indépendance américaine, a établi une colonie sur ce site en 1789. Une terre a été accordée au colonel Stone pour qu'il l'utilise comme site pour un moulin à eau.
Pendant la Guerre de 1812, des forces américaines sous le commandement de Benjamin Forsyth sont parties de New York et ont fait voile jusqu'à Gananoque, où ils se heurtèrent à la résistance du 2e régiment de Leeds Militia. Forçant les troupes britanniques à reculer, les envahisseurs ont fait un raid sur le dépôt du gouvernement dans la ville afin de perturber le flux des approvisionnements britanniques entre Kingston et Montréal.  Les attaquants ont saisi les fournitures qu'ils ont trouvées et brûlé le dépôt. 
Un mois après le raid, la construction du Blockhaus de Gananoque a commencé et s'est achevée en 1813. Celui-ci comportait cinq canons. Le blockhaus a été abandonné après la guerre de 1812 et donné à un propriétaire privé.

## Transport
Gananoque se trouve directement sur trois des voies de transport les plus fréquentées du Canada : l'autoroute 401, la ligne de chemin de fer du Canadien National et la voie maritime du fleuve Saint-Laurent. La ville est proche du Pont des Milles-Îles, qui joint le Canada et les États-Unis. 
Les trains de passagers interurbains Via Rail à destination de Toronto et Ottawa s'arrêtent à la gare de Gananoque, sans personnel, au nord du centre-ville. Gananoque est également desservie par l'aéroport de Gananoque.
Historiquement, le bassin versant de la rivière Gananoque a été un important corridor de transport par eau, s'étendant au nord jusqu'au bassin versant de la rivière Rideau et a joué un rôle clé dans l'économie de la ville. En 1830, l'eau a été détournée près de Newboro vers la rivière Cataraqui lors de la construction du Canal Rideau, envoyant ce trafic plutôt vers Kingston.
Un chemin de fer sur une distance de six km reliait autrefois la voie ferrée du Canadien National au cœur du village, près de l'hôtel de ville.

## Culture
Gananoque est appelée la « Porte des Mille-Îles » et offre des croisières en bateau à travers le parc national des Mille-Îles. La compagnie de théâtre de Gananoque est The Thousand Islands Playhouse organise un festival de théâtre d'été et qui gère deux espaces de théâtre : Le Springer Theatre, et le Firehall Theatre, qui attire l'attention internationale depuis 1982.
On peut aussi y visiter le musée Arthur Child Heritage des Mille-Îles et le casino OLG des Mille-Îles. 
La réserve de la biosphère des Mille-Îles - Arche de Frontenac, désignée en novembre 2002, est la troisième en Ontario, la douzième au Canada et l'une des plus de 400 dans le monde. Elle fait partie du programme de l'UNESCO sur l'homme et la biosphère. 

## Source
- (en) Cet article est partiellement ou en totalité issu de l’article de Wikipédia en anglais intitulé « Gananoque » (voir la liste des auteurs).